# 동부 (후한)
동부(董扶, ? ~ ?)는 중국 후한 말의 학자이자 정치인으로 자는 무안(茂安)이며 익주 광한군 면죽현(綿竹縣) 사람이다. 도참에 능하여 그 명성이 높았다.

## 생애
어려서부터 학문을 익혀 《구양상서》(歐陽尙書) 등 여러 경서를 통달하였고 태학에도 유학하였다. 동향 사람 임안(任安)과 같이 양후(楊厚)에게서 도참을 배웠다. 집에 돌아와 이를 가르치니 멀리서까지 제자가 몰려들었고 중앙으로부터 10번에 걸쳐 부름을 받아 수레도 세 차례 왔으며 현량방정(賢良方正), 박사(博士), 유도(有道) 등으로도 추천됐지만 모두 병을 핑계로 거절했다.
영제 때 대장군 하진의 천거로 시중(侍中)에 임명되고 매우 두터이 대우받았다. 188년(중평 5년) 태상 유언에게 개인적으로 말하기를 ‘낙양은 어지러워질 것이고 익주는 천자의 기운이 있다’라 하였다. 유언이 이를 믿고 익주목으로 부임하였고 동부도 촉군속국도위(蜀郡屬國都尉)가 되어 촉으로 들어갔다. 189년 영제가 붕어하고 천하가 큰 혼란에 휩싸이자 관직을 버리고 집으로 돌아갔다. 이후 82세에 세상을 떠났다. 훗날 동부의 말대로 익주에서 황제가 나오니 바로 유비였다.

## 평가
하진은 동부를 천거하면서 ‘자유(子游)와 자하(子夏) 같은 덕(德), 공자의 기질, 초연수(焦延壽)와 동중서처럼 재변을 해소하고 정상을 회복하는 능력을 지녔다’고 하였다. 그래서 조정에 몸담고 있을 때 유종(儒宗)이라 불렸다. 익부에서는 동부의 변론에 비견할 자가 적어서 사람들이 동부 앞에만 서면 당해내지 못하고 말을 그치므로 지지(至止)라 불렸다. 진밀은 제갈량에게 ‘동부는 아주 작은 선함이라도 찬미하였고 아주 작은 악함이라도 비판하였다’라 하였다. 명성은 동부와 임안이 비슷했으며 주서(周舒)가 그 다음이었다.

## 참고 문헌
- 진수, 《익부기구전》(益部耆舊傳) ; 배송지 주석, 《삼국지》31권 촉서 제1 유언에서 인용
- 《후한서》82권下 열전 제72下 동부